# Guatteria clusiifolia
Guatteria clusiifolia är en kirimojaväxtart som beskrevs av David Mark Johnson och Nancy A. Murray. Guatteria clusiifolia ingår i släktet Guatteria och familjen kirimojaväxter. Inga underarter finns listade i Catalogue of Life.